# جاك لونش (لاعب كرة قاعدة)
جاك لونش (بالإنجليزية: Jack Lynch)‏ هو لاعب كرة قاعدة أمريكي، ولد في 5 فبراير 1857 في نيويورك في الولايات المتحدة، وتوفي في 20 أبريل 1923 في ذا برونكس في الولايات المتحدة.

## وصلات خارجية
- جاك لونش على موقعبيزبول رفرنس.كوم (الدوري الرئيسي) (الإنجليزية)
- جاك لونش على موقعبيزبول رفرنس.كوم (الدوري الثانوي) (الإنجليزية)